# إشتفان ييني
إشتفان ييني (بالمجرية: Jenei István)‏ هو لاعب كرة قدم مجري في مركز الدفاع، ولد في 21 مايو 1953 في بودابست في المجر، وتوفي في 25 فبراير 2011. لعب مع نادي بودابست.

## وصلات خارجية
- إشتفان ييني على موقع أوليمبيديا (الإنجليزية)